# 贝尼亚尔达
贝尼亚尔达，是西班牙巴伦西亚自治区阿利坎特省的一个市镇。总面积16km2，总人口245人（2001年），人口密度15人/km2。